# Гироскопические силы
Гироскопические силы — механические силы, зависящие от положения и скорости материальной точки, к которой они приложены, и всегда направленные перпендикулярно к этой скорости. Работа гироскопических сил всегда равна нулю при любом перемещении материальной точки, к которой они приложены, в том числе и при перемещении по замкнутому пути. Примерами гироскопических сил являются магнитная составляющая силы Лоренца, сила Кориолиса. Гироскопические силы чаще всего встречаются в механических системах, содержащих гироскопы.